# Artichaut du Roussillon
L'artichaut du Roussillon est une indication géographique protégée (IGP) concernant des artichauts produits dans 50 communes du département des Pyrénées-Orientales, situées dans la plaine du Roussillon. Les variétés protégées sont le Blanc hyérois (qu'on ne trouve que dans le département), le Calico, le Pop Vert, le Salambo et Violet VP 45.

## Histoire
L'artichaut est cultivé dans le Sud de la France depuis le XVIIe siècle, date de son importation d'Italie. 
Il a obtenu l'indication géographique protégée le 31 juillet 2015.

## Culture et récolte
L'artichaut est planté et récolté manuellement ; c'est une exigence du cahier des charges de l'IGP.

### Les Variétés cultivées
5 variétés sont reconnues par le label :
- Le Blanc hyérois (ou Macau)
- Le Calico
- Le Pop-Vert
- Le Salambo
- Le Violet VP 45

## Situation géographique

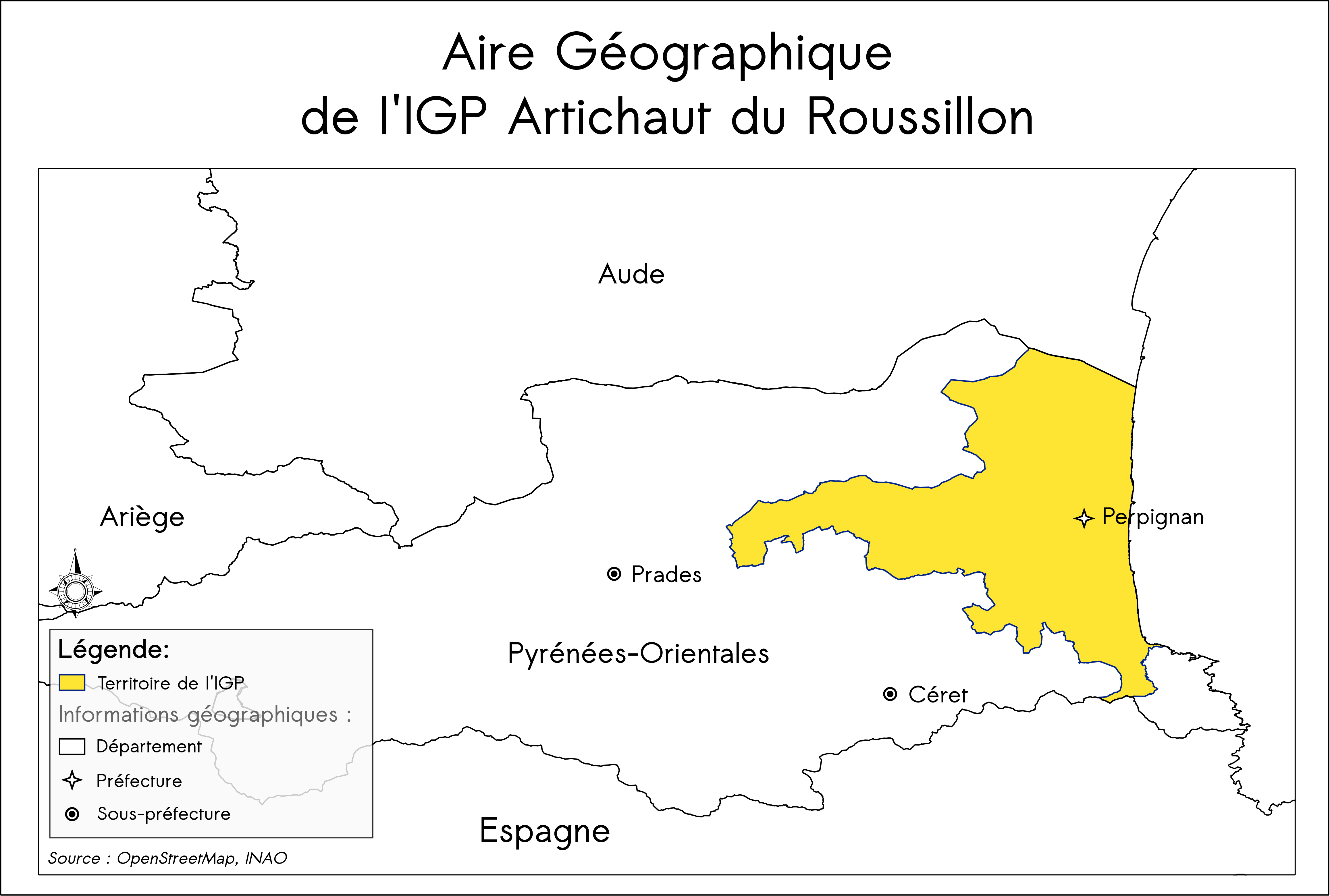

L'aire de production s'étend sur 500 hectares, répartis sur 50 communes de basse altitude du département des Pyrénées-Orientales, situées dans les régions naturelles de la plaine du Roussillon et du Ribéral (basse vallée de la Têt) :
Alénya, Argelès-sur-Mer, Bages, Baho, Banyuls-dels-Aspres, Le Barcarès, Bompas, Bouleternère, Brouilla, Cabestany, Canet-en-Roussillon, Canohès, Claira, Corneilla-del-Vercol, Corneilla-la-Rivière, Elne, Ille-sur-Têt, Latour-Bas-Elne, Llupia, Millas, Montescot, Néfiach, Ortaffa, Palau-del-Vidre, Perpignan, Pézilla-la-Rivière, Pia, Pollestres, Ponteilla, Rivesaltes, Saint-André, Saint-Cyprien, Saint-Estève, Saint-Féliu-d'Amont, Saint-Féliu-d'Avall, Saint-Génis-des-Fontaines, Saint-Hippolyte, Saint-Laurent-de-la-Salanque, Saint-Nazaire, Sainte-Marie, Saleilles, Salses-le-Château, Le Soler, Théza, Thuir, Torreilles, Toulouges, Villelongue-de-la-Salanque, Villeneuve-de-la-Raho, Villeneuve-la-Rivière.
Quatre-vingts producteurs exploitent et cultivent l'artichaut IGP.